# Paul Smith (football, 1979)
Pour les articles homonymes, voir Paul Smith et Smith.
Paul Daniel Smith (né le 17 décembre 1979 à Epsom, en Angleterre) est un footballeur anglais. Il joue pour le club de Nottingham Forest au poste de gardien de but.

## Biographie
Paul Smith perd sa place de gardien titulaire à Nottingham Forest à l'arrivée de Lee Camp à l'été 2008.
Le 18 août 2012 il rejoint Southend United.

## Palmarès
Brentford
- Football League Trophy
  - Finaliste : 2001

Nottingham Forest
- League One
  - Vice-champion : 2008